# Skander Cherni
Pour les articles homonymes, voir Cherni.
Skander Cherni, né le 30 novembre 1996, est un rameur d'aviron tunisien.

## Carrière
Skander Cherni est médaillé de bronze en deux de pointe juniors aux championnats d'Afrique 2013. Aux championnats d'Afrique 2014, il remporte la médaille d'or en deux de couple junior avec Mohamed Taieb.
Médaillé d'argent en relais mixte aux Jeux méditerranéens de plage de 2015, il est médaillé de bronze en quatre de couple poids légers aux championnats d'Afrique 2015.
Skander Cherni est médaillé d'argent en deux de couple poids légers, en deux de couple des moins de 23 ans et en deux de couple poids légers des moins de 23 ans avec Mohamed Khalil Mansouri aux championnats d'Afrique 2017.